# Wolfe Islander IV
Die Wolfe Islander IV ist eine kanadische Doppelendfähre.

## Geschichte
Die Ende 2017 bestellte Fähre des Damen-Typs Road Ferry 9819 E3 wurde unter der Baunummer 539318 auf der rumänischen Werft Damen Shipyards Galati für das Ministry of Transportation Ontario gebaut. Der Bau begann mit dem ersten Stahlschnitt am 10. Juni 2019. Die Kiellegung fand am 30. August 2019, der Stapellauf am 11. September 2020 statt. Die Baukosten beliefen sich zusammen mit denen der ebenfalls für das Ministry of Transportation Ontario gebauten Amherst Islander II auf 94 Mio. kanadische Dollar. Der Bau wurde zu 70 % von der Provinzregierung und zu 30 % vom kanadischen Staat finanziert.
Die Fähre wurde Ende August 2021 zusammen mit der Amherst Islander II an Bord des Halbtaucherschiffs Super Servant 4 von Constanța in Rumänien nach Québec in Kanada verschifft.
Die Fähre ist für die Fährverbindung im Nordosten des Ontariosees zwischen Kingston und Wolfe Island vorgesehen, wo sie die Fähre Wolfe Islander III ersetzen soll. Wenn die Ladeinfrastruktur an den Anlegern der Fähre installiert ist, soll die Fähre vollelektrisch betrieben werden.

## Technische Daten und Ausstattung
Die Fähre wird von vier Elektromotoren mit jeweils 520 kW Leistung angetrieben, die auf Schottel-Propellergondeln mit Twin-Propellern wirken. Jeweils zwei davon befinden sich an den beiden Enden der Fähre. Die Elektromotoren sowie das Bordnetz werden von Akkumulatoren mit 4600 kWh gespeist. Die Akkumulatoren werden an den Anlegern automatisch geladen. Um die Akkumulatoren in der kurzen Zeit am Anleger laden zu können, werden dort entsprechend leistungsfähige Energiespeicher installiert. Zusätzlich stehen an Bord zwei von Caterpillar-Dieselmotoren des Typs C18 mit jeweils 565 kW Leistung angetriebene Generatoren für die Stromerzeugung zur Verfügung. Die Fähre kann elektrisch, hybrid oder dieselelektrisch angetrieben werden. Sie ist mit einem automatischen Festmachersystem ausgestattet.
Die Fähre verfügt auf dem Hauptdeck über ein durchlaufendes Fahrzeugdeck mit fünf Fahrspuren. Dieses ist an den Enden über Rampen zugänglich. Auf einer Seite der Fähre befindet sich ein Aufenthaltsraum für die Passagiere. Das Fahrzeugdeck ist im mittleren Bereich von den Decksaufbauten überbaut. Hier befindet sich ein Deck mit Einrichtungen für die Passagiere und einem offenen Decksbereich mit Sitzgelegenheiten. Das Steuerhaus ist mittig auf die Aufbauten aufgesetzt. Die Fähre kann 80 Pkw befördern. Die Passagierkapazität beträgt 399 Personen.
Der Rumpf des Schiffes ist eisverstärkt (Eisklasse 1B).